# Fosso San Giuliano
Fosso San Giuliano è una frazione di Roma Capitale, situata in zona Z. X Lunghezza, nel territorio del Municipio Roma VI (ex Municipio Roma VIII).
Sorge sul lato nord della via Polense, tra le frazioni di Castelverde a ovest e Giardini di Corcolle a est.

## Odonimia
Le strade sono dedicate a comuni e località abruzzesi.